# 108 Gwardyjski Pułk Powietrznodesantowy
108 Gwardyjski Pułk Powietrznodesantowy (ros. 108-й гвардейский парашютно-десантный полк, 108гв.пдп) – jednostka sił zbrojnych Armii Radzieckiej, a następnie Sił Zbrojnych Federacji Rosyjskiej.
Pułk sformowany został w 1948 i do roku 1993 jednostka stacjonowała w Kownie w Litewskiej SRR, później w m. Majkop (Adygeja) i od 2014 w Noworosyjsku.

## Dowódcy
- gen. ppłk Sukinow Piotr Michaiłowicz 1948-1949
- gen. ppłk Burygin Piotr Iwanowicz 1949-1951
- gen. ppłk Aleksandr Kuzniecow K. 1951-1954
- gen. płk Bolszakow Mikołaj 1954-1956
- gen. płk Poluszkin Anatolij Fedorowicz 1956-1957
- gen. płk Uzdowsky Władimir Kazimirowicz 1957-1958
- gen. ppłk Suchorukow Dmitrij Stiepanowicz 1958-1961
- gen. ppłk Kostylew Walentij Nikołajewicz 1961-1963
- gen. ppłk Hubarewicz Władimir I. 1963-1965
- gen. mjr Margelow Giennadij Wasiljewicz 1965-1966
- gen. ppłk Panawin Wasilij Iwanowicz 1966-1967
- gen. płk Sokołow Aleksiej A. 1967-1969
- gen. płk Marczenko Władimir Iwanowicz 1969-1970
- gen. ppłk Kraew Władimir Stiepanowicz 1970-1972
- gen. ppłk Miedwiediew Grigorij 1972-1974
- gen. ppłk Lebiediew Władimir Semenowicz 1974-1975
- gen. ppłk Czernow Jewgienij 1975-1977
- gen. mjr Pikauskas Oswaldas Mikolowicz 1977-1979
- gen. ppłk Bogdanczikow Walenty A. 1979-1981
- gen. ppłk Ilin Anatolij Sewastjanowicz 1981-1983
- gen. ppłk Wiaczesław Kaliłow Salikowicz 1983-1984
- gen. ppłk DenisowWładimir Nikołajewicz 1984-1985
- gen. ppłk Aleksandr Siergiejewicz Filippow 1985-1988
- gen. ppłk Lobaczjow Jewgienij Wasiljewicz 1988-1989
- gen. ppłk Babiczew Iwan Iljicz 1989-1992
- gen. ppłk Kozyukov Aleksandr Leonowicz 1992-1995
- gen. ppłk Dmytryk Igor 1995-1997
- gen. płk Tretiak Władimir W. 1997-2000
- gen. płk Wiaznikow Aleksandr J. 2000-2002
- gen. płk Cabal Paweł J. 2002-2004
- gen. płk Kałyn Piotr D. 2004-2005
- gen. płk Baran Siergiej Iwanowicz 2005 - ?
- gen. płk Dembicki Aleksandr W.
- gen. płk Bajkułow Murat Nazarowicz 2013–2015